# ISO 3166-2:SS
ISO 3166-2:SS è uno standard ISO che definisce i codici geografici delle suddivisioni del Sudan del Sud; è un sottogruppo dello standard ISO 3166-2.
I codici, assegnati ai 10 stati, sono formati da SS- (sigla ISO 3166-1 alpha-2 dello Stato), seguito da due lettere. In precedenza, come parte del Sudan, gli stati avevano il proprio codice ISO 3166-2:SD.

## Codici
| Codice | Stato                         |
| ------ | ----------------------------- |
| SS-EC  | Equatoria Centrale            |
| SS-EE  | Equatoria Orientale           |
| SS-JG  | Jonglei                       |
| SS-LK  | Laghi                         |
| SS-BN  | Bahr al-Ghazal Settentrionale |
| SS-UY  | Unità                         |
| SS-NU  | Alto Nilo                     |
| SS-WR  | Warrap                        |
| SS-BW  | Bahr al-Ghazal Occidentale    |
| SS-EW  | Equatoria Occidentale         |